# أحمد القرمانلي
أحمد القرمانلي (1686م-1745م) كان انكشاريا أسس الأسرة القرمانلية في إقليم طرابلس في ليبيا الحالية بين عامي (1711م-1835م). ليحكم طرابلس بين عامي (1711م-1745م) كأول باشا قرمانلي.
في بدايات القرن الثامن عشر بدأت الدولة العثمانية في فقدان قبضتها على ممتلكاتها في شمال أفريقيا بما فيها طرابلس. لتلي ذلك فترة من النزاعات والاقتتال حيث لم يتول أي حاكم الحكم في طرابلس لما يزيد عن العام.
كان أحمد القرمانلي انكشارياً وضابطاً من سلاح الفرسان قام بقتل الحاكم العثماني وتولى مقاليد الحكم في 1711م. وبعد إقناعه العثمانيين بقبوله كحاكم، أعلن أحمد نفسه كباشا جاعلاً حكمه نظاماً وراثيّاً
رغم أن طرابلس ظلت تدفع الضرائب للعاهل العثماني، فإنها تصرفت من جهة أخرى كمملكة مستقلة.
قام أحمد القرمانلي مستخدما حنكته ودهائه بتنمية اقتصاد مدينته بشكل متسارع حيث سيطر على طرق التجارة في البحر المتوسط فارضا ضرائب تدفع للباشا على الدول التي ترغب في حماية سفنها التجارية من عمليات القرصنة في المنطقة. وسع القرمانلي نفوذه على الأرض إلى إقليم فزان وبرقة قبل أن يفارق الحياة في عام 1745م.
كان مَن خَلفُوا أحمد في السلطة أقل قدرة على الإمساك بأُمور الحكم، ورغم هذا فقد عانت المملكة من الصراع الداخلي، لتنتهي السلالة القرمانلية لاحقا بعد قرن حيث استعاد العثمانيون السلطة.